# Акостиране по време на отлив (филм, 1896)
„Акостиране по време на отлив“ (на английски: Landing at Low Tide) е британски късометражна няма комедия от 1896 година на продуцента Робърт Уилям Пол и режисьора Бърт Ейкрис.
В продължение на много години филмът е смятан за изгубен, преди в „Националния панаирен архив на Великобритания“ да са открити кадри от филмовата програма, представена на панаира в Хъл през 1896 година от мидландския фотограф Джордж Уилямс и са припознати, че са от този филм.

## Сюжет
Двама мъже и жена акостират с малка лодка край брега на Брайтън по време на отлив. Единият мъж слиза във водата и се опитва да помогне на жената да стори същото, което довежда до комичен инцидент - дамата пада във водата.